# 咚隆隆炎魔君
《咚隆隆炎魔君》，是永井豪創作的日本漫畫作品，於1973年到1974年在《週刊少年Sunday》上連載。1973年10月於富士電視台開始播放電視動畫共25話。後來有動畫《鬼公子炎魔》與《Dororon炎魔君 熊～熊燃燒》（Dororonえん魔くん メ〜ラめら）等相關作品。

## 故事介绍
閻魔大王指派自己的甥兒炎魔君从地狱到人界保護人類和消滅邪惡的妖怪。炎魔君與朋友雪子姬、卡巴艾尔來到人界，他們在那裡認識了小學生勉，然后他們不斷解決四周出現的怪事件。

## 登場人物
炎魔君，えん魔くん（火炎的炎魔，火炎のえん魔）
帽子爺，シャポーじい
雪子姫
卡巴艾爾，カパエル
聳拉古拉，ダラキュラ
閻魔大王
勉，ツトムくん
春美，ハルミ